# 高柳瑞樹
高柳 瑞樹（たかやなぎ みずき、1975年8月1日 - ）は、日本中央競馬会（JRA）・美浦トレーニングセンターに所属している調教師である。弟は調教師の高柳大輔。

## 来歴
実家は北海道の高柳牧場。子供の頃から牧場の仕事を手伝いをしており、馬に関わっていた。高校から馬術を始め、大学では明治大学の馬術部に入部する。
大学卒業後、1999年に競馬学校厩務員過程に入学し、同年に卒業、吉永正人厩舎で厩務員になる。翌月から伊藤伸一厩舎に移り、調教助手を務めた。
2010年に調教師試験に合格し、調教師となる。開業までは栗東の藤原英昭厩舎の技術調教師となり、同年の12月に美浦トレーニングセンターで開業した。
2011年1月5日中山第1レースをダークフィラメントで初出走（9着）。1月26日川崎第10レースをシリコンフォレストで制し、交流戦において通算4戦目（JRA3戦、地方1戦）で初勝利を挙げる。7月3日函館第6レースをエクソプラネットで制し、JRA初勝利を挙げる。
2016年マリーンカップをヴィータアレグリアで優勝、重賞初制覇を飾る。
2017年2月5日東京第7レースをロードセレリティで制し、JRA通算100勝を達成。
2022年の桜花賞をスターズオンアースで優勝、開業12年目で初のGI制覇を達成、その後、優駿牝馬も制しクラシック二冠馬となる。
2022年7月17日福島第12レースをバレルゾーンで制し、JRA通算200勝を達成。

## 調教成績
|            | 日付           | 競馬場・開催   | 競走名             | 馬名               | 頭数 | 人気 | 着順 |
| ---------- | -------------- | -------------- | ------------------ | ------------------ | ---- | ---- | ---- |
| 初出走     | 2011年1月5日   | 1回中山1日9R   | ジュニアC          | ダークフィラメント | 13頭 | 10   | 9着  |
| 初勝利     | 2011年1月26日  | 12回川崎3日10R | ガーネットスター賞 | シリコンフォレスト | 13頭 | 5    | 1着  |
| 重賞初出走 | 2012年11月10日 | 5回東京3日11R  | 京王杯2歳S         | ナカナカ           | 16頭 | 9    | 11着 |
| 重賞初勝利 | 2016年4月13日  | 1回船橋3日11R  | マリーンC          | ヴィータアレグリア | 10頭 | 1    | 1着  |
| GI初出走   | 2015年12月13日 | 5回阪神4日11R  | 阪神JF             | メジャータイフーン | 18頭 | 14   | 11着 |
| GI初勝利   | 2022年4月10日  | 2回阪神6日11R  | 桜花賞             | スターズオンアース | 18頭 | 7    | 1着  |

### 主な管理馬
※括弧内は当該馬の優勝重賞競走、太字はGI級競走。
- ヴィータアレグリア（2016年マリーンカップ）
- タマノブリュネット（2016年レディスプレリュード）
- ホウオウイクセル（2021年フラワーカップ）
- アイスジャイアント（2021年JBC2歳優駿）
- スターズオンアース（2022年桜花賞、優駿牝馬）
- リバーラ（2022年ファンタジーステークス）[10]
- トウシンマカオ（2022年・2023年京阪杯、2024年オーシャンステークス、セントウルステークス、2025年京王杯スプリングカップ）[11]
- エネルジコ（2025年青葉賞）